# Serie del Caribe 2011
Die Serie del Caribe 2011 war die 53. Austragung der Karibik-Vereinsmeisterschaft im Baseball. Sie fand vom 2. bis 7. Februar 2011 im Isidoro García Stadium in Mayagüez, Puerto Rico statt.
Teilnehmer waren die Meister von Mexico, Puerto Rico, Venezuela und der Dominikanischen Republik. Yaquis de Obregón aus Mexico gewann zum ersten Mal den Karibiktitel. Gespielt wurde eine Doppelrunde, also zweimal jeder gegen jeden. Bei einem Gleichstand auf Platz eins hätte es ein Entscheidungsspiel gegeben. Dies war zuletzt 2003 der Fall.

## Teilnehmer
| Verein                | Liga                                   | nat. M. | Teiln. | Siege |
| --------------------- | -------------------------------------- | ------- | ------ | ----- |
| Criollos de Caguas    | Puerto Rico Baseball League            | 15      | 12     | 3     |
| Yaquis de Obregón     | Liga Mexicana del Pacífico             | 5       | 4      | 0     |
| Toros del Este        | Liga Dominicana de Béisbol Invernal    | 2       | 2      | 0     |
| Caribes de Anzoátegui | Liga Venezolana de Béisbol Profesional | 1       | 1      | 0     |

nat. M.: nationale Meisterschaften, die Qualifikation zur Serie del Caribe

Teiln.: Teilnahmen an der Serie del Caribe, einschl. 2011

Siege: Siege in der Serie del Caribe, ohne 2011

## Turnier
Tabelle
| Pl. |                       | S | N | Pzt. |
| 1.  | Yaquis de Obregón     | 4 | 2 | .667 |
| 2.  | Toros del Este        | 3 | 3 | .500 |
| 2.  | Criollos de Caguas    | 3 | 3 | .500 |
| 4.  | Caribes de Anzoátegui | 2 | 4 | .333 |

Spielplan
Die Zeitangaben entsprechen der Ortszeit (UTC −4, MEZ: UTC +1).

Die erstgenannte Mannschaft besaß Heimrecht in der Begegnung.
| Datum      | Zeit  | Begegnung             | Begegnung | Begegnung             | Ergebnis |
| ---------- | ----- | --------------------- | --------- | --------------------- | -------- |
| 2. Februar | 16:00 | Yaquis de Obregón     | -         | Toros del Este        | 4:3 (15) |
| 2. Februar | 20:00 | Criollos de Caguas    | -         | Caribes de Anzoátegui | 3:5      |
| 3. Februar | 15:00 | Toros del Este        | -         | Caribes de Anzoátegui | 6:5      |
| 3. Februar | 19:30 | Yaquis de Obregón     | -         | Criollos de Caguas    | 3:7      |
| 4. Februar | 15:00 | Caribes de Anzoátegui | -         | Yaquis de Obregón     | 3:7      |
| 4. Februar | 19:30 | Criollos de Caguas    | -         | Toros del Este        | 3:4      |
| 5. Februar | 15:00 | Toros del Este        | -         | Yaquis de Obregón     | 3:6      |
| 5. Februar | 19:30 | Caribes de Anzoátegui | -         | Criollos de Caguas    | 2:4 (10) |
| 6. Februar | 15:00 | Caribes de Anzoátegui | -         | Toros del Este        | 3:0      |
| 6. Februar | 19:30 | Criollos de Caguas    | -         | Yaquis de Obregón     | 7:6      |
| 7. Februar | 15:00 | Yaquis de Obregón     | -         | Caribes de Anzoátegui | 3:2      |
| 7. Februar | 19:30 | Toros del Este        | -         | Criollos de Caguas    | 3:0      |